# Dolné Mladonice
Dolné Mladonice (bis 1927 auch slowakisch Dolné Mladunice; deutsch Untermladunitz, ungarisch Alsólegénd – bis 1892 Alsómladonya) ist eine Gemeinde in der Mitte der Slowakei mit 127 Einwohnern (Stand 31. Dezember 2024), die im Okres Krupina, einem Kreis des Banskobystrický kraj, liegt.

## Geographie
Die Gemeinde befindet sich in der Hochebene Krupinská planina im Tal des Baches Jalšovík im Einzugsgebiet der Krupinica. Das Ortszentrum liegt auf einer Höhe von 398 m n.m. und ist 11 Kilometer von Krupina entfernt (Straßenentfernung).
Nachbargemeinden sind Čekovce im Westen und Norden, Horné Mladonice im Osten, Zemiansky Vrbovok im Südosten, Jalšovík im Süden und Bzovík im Südwesten.

## Geschichte
Dolné Mladonice wurde zum ersten Mal 1391 als Legyend schriftlich erwähnt und war Teil der Herrschaft des Klosters in Bzovík. 1715 gab es 15 Haushalte, 1828 zählte man 34 Häuser und 203 Einwohner, die als Landwirte und Winzer beschäftigt waren.
Bis 1918 gehörte der im Komitat Hont liegende Ort zum Königreich Ungarn und kam danach zur Tschechoslowakei beziehungsweise heute Slowakei. Die Einwohner nahmen am Slowakischen Nationalaufstand teil.

## Bevölkerung
| Jahr                | 1994 | 2004     | 2014     | 2024    |
| ------------------- | ---- | -------- | -------- | ------- |
| Anzahl der Personen | 168  | 142      | 126      | 127     |
| Unterschied         |      | −15,47 % | −11,26 % | +0,79 % |

| Jahr                | 2023 | 2024    |
| ------------------- | ---- | ------- |
| Anzahl der Personen | 132  | 127     |
| Unterschied         |      | −3,78 % |

Nach der Volkszählung 2011 wohnten in Dolné Mladonice 119 Einwohner, alle davon Slowaken.
111 Einwohner bekannten sich zur römisch-katholischen Kirche, sechs Einwohner zur Evangelischen Kirche A. B. und ein Einwohner zur griechisch-katholischen Kirche. Ein Einwohner war konfessionslos.

## Bauwerke
- Glockenturm aus dem Jahr 1715